# شبه عرق

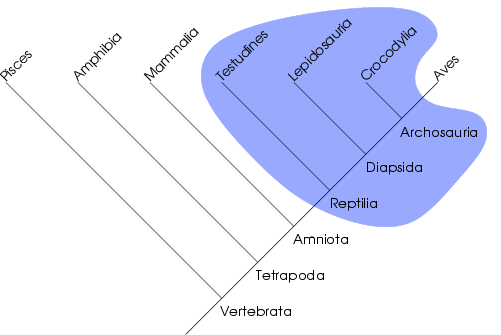

في علم الوراثة العرقي، تدعى مجموعة الكائنات الحية (التصنيف الحيوي) شبه عرق paraphyletic (باليونانية para = قريب أو شبيه وphyle = عرق race) إذا كانت هذه المجموعة تحوي السلف ancestor المشترك الأكثر تأخرا (في الظهور، الأحدث) لأعضائها، لكن المجموعة لا تحوي جميع متحدري (أخلاف) descendants هذا السلف المشترك.
يُطلق على مجموعة ما «شبه عرق» في علمِ تصنيف الأنواع، إذا كانت تتألف من آخر (أحدث) سلف مشترك للمجموعة وجميع أحفاد ذلك السلف باستثناء مجموعات فرعيّة أحاديّة العرق –عادةً مجموعة واحدة فقط أو مجموعتان اثنتان. وبالتالي يُقال عن مجموعة ما أنّها «شبه عرق» بناءاَ على المجموعات الفرعيّة المستبعدة. يستخدم المصطلح بشكلٍ شائع في علم تطوّر السلالات (حقل فرعي لعلم الأحياء) وفي علم اللغويات.
تمّت صياغة المصطلح ليتمّ تطبيقه على الأصناف المعروفة مثل الزواحف والتي -كما هو مألوف ومعرَّف بشكل شائع- هي شبه عرق لاستبعاد مجموعتي الثدييات والطيور منها. تتكوّن طائفة الزواحف من أحدث سلف مشترك للزواحف وجميع أحفاد هذا السلف -بما في ذلك جميع الزواحف الحاليّة وكذلك مندمجات الأقواس المنقرضة- باستثناء الثدييات والطيور. تشتمل المجموعات شبه العرقيّة الأُخرى المعروفة بشكلٍ واسع على الأسماك والقرود والسحالي.
في حال فُقدت العديد من المجموعات الفرعية من مجموعة معيّنة، فتوصف المجموعة حينها بـ «شبه عرق متعدّد بالإنكليزية polyparaphyletic». لا يمكن أن يكون شبه العرق فرع حيوي، أو مجموعة شبه عرق أحادية، والتي هي أيّة مجموعة من الأنواع لا تتضمن إلا سلفًا مشتركًا وجميع أحفاده. بشكلٍ رسميّ، يعدّ شبه العرق المكمّل القريب لواحد أو أكثر من الفروع subclades داخل الفرع الحيوي clade بمعنى أنّه بإزالة واحدة أو أكثر من الفروع داخل الفرع الحيويّ يحوّلها إلى مجموعة شبه العرق.

## أصل الكلمة
المصطلح paraphyly شبه عرق، أو paraphyletic شبه عرقي، مستمدٌّ من الكلمتين اليونانيتين القديمتين parαρά التي تُلفظ (بارا)، بمعنى «بجانب، قرب»، وكلمة φῦλον التي تُلفظ (فايلون) بمعنى «جنس، نوع»، ويشير المصطلح إلى الحالة التي تُترك فيها مجموعة أو عدة مجموعات فرعيّة أحاديّة العرق (أحاديّة النمط الخلويّ) (مثل الأجناس والأنواع) منفصلة عن جميع أفراد سلالة السلف المشترك الفريد من نوعه.
وعلى العكس، فإنّ مصطلح monophyly أحاديّة العرق، أو أحاديّ العرق monophyletic، مستمد من الكلمتين اليونانيّتين: البادئة اليونانية القديمة μόνος التي تُلفظ (مونوس (، بمعنى «منفرد، وحيد، فريد». ويشير المصطلح إلى حقيقة أنّ المجموعة أحاديّة العرق monophyletic تتألّف من كائنات من جميع أفراد سلالة السلف المشترك الفريد.
بالمقارنة، فإن مصطلح polyphyly تعدّدية الأعراق، أو متعدّد الأعراق polyphyletic، يستخدم البادئة اليونانية القديمة πολύς التي تُلفظ (بولايس)، بمعنى «العديد، الكثير من»، ويشير إلى حقيقة أنّ المجموعة متعدّدة الأسلاف (متعدّدة الأعراق) polyphyletic تشمل الكائنات الحية التي لا تنطوي على سلف مشترك وحيد بل عدة أسلاف مشتركة.

## علم تطوّر السلالات
يُطلق على المجموعات التي تشمل جميع أحفاد سلف مشترك واحد صفة مجموعة أحاديّة العرق. أمّا المجموعة متعدّدة الأسلاف هي مجموعة أحادية العرق استُبعد منها فرع حيوي واحد أو أكثر (مجموعات أحاديّة العرق) لتشكيل مجموعة منفصلة. جادل مارك إيريشيفيسكي أنّ أصناف شبه العرق هي نتيجة التخلق التجدّدي Anagenesis في المجموعة أو المجموعات المستبعدة.
المجموعة متعدّدة الأعراق polyphyletic هي المجموعة التي تطوّرت سماتها المُعرّفة لها في اثنين أو أكثر من الأنسال، كلمة polyphyletic مشتقّة من الكلمة اليونانية λύςολύالتي تُلفظ (بولايس) وتعني «كثير». ويمكننا على نطاق أوسع، أن نسمّي أيّة أصناف غير أحاديّة العرق أو أصناف شبه عرق اسم «متعددة الأعراق».
تمّ تطوير المصطلحات السابقة خلال مناقشات ستّينات وسبعينات القرن العشرين المصاحبة لظهور علم التصنيف التفرعي الحيوي.
تعتبر مجموعات شبه العرق إشكاليّة من قبل العديد من خبراء التصنيف، حيث لا يمكن الحديث بدقّة عن علاقاتها التطوّرية النوعيّة، وسماتها المميزة وانقراضها الحرفيّ. المصطلحات ذات الصلة التي يمكن مواجهتها عند الحديث عن مجموعات شبه العرق هي مجموعة جذعيّة، أو النوع الزمني chronospecies، أو تخلّق تفرّعي ناشئ budding cladogenesis، أو تخلّق تجدّدي، أو تجمّعات حسب المرتبة التطوّرية. غالبًا ما تنشأ مجموعات شبه العرق من مخلّفات التقييمات الخاطئة السابقة حول العلاقات التطوريّة، أو من الفترة قبل ظهور علم التصنيف التفرّعي الحيويّ.